# Campeonato Neerlandés de Fútbol 1889-90
El Campeonato Neerlandés de Fútbol 1889/90 fue la segunda edición del campeonato nacional de fútbol de los Países Bajos. Siete equipos de las ciudades de Ámsterdam, La Haya, Haarlem y Róterdam participaron en la competición que más tarde se llamaría Eerste Klasse Occidental. Pero desde el distrito occidental de fútbol de los Países Bajos fue el único en tener un concurso hasta el momento, podría ser considerado como un campeonato nacional. Koninklijke HFC, de Haarlem ganó el campeonato, sin embargo este campeonato no fue oficial, ya que los equipos no tenían jugado un número igual de partidos.

## Tabla de posiciones
| Pos. | Equipo            | PJ | PG | PE | PP | GF | GC | Pts | DG | Notas                                  |
| ---- | ----------------- | -- | -- | -- | -- | -- | -- | --- | -- | -------------------------------------- |
| 1    | Koninklijke HFC   | 9  | 4  | 3  | 2  | 19 | 14 | 11  | +5 |                                        |
| 2    | RAP               | 9  | 4  | 2  | 3  | 7  | 5  | 10  | +2 |                                        |
| 3    | HVV Den Haag      | 8  | 2  | 5  | 1  | 16 | 7  | 9   | +9 |                                        |
| 4    | Olympia Rotterdam | 7  | 2  | 4  | 1  | 6  | 6  | 8   | 0  |                                        |
| 5    | VV Concordia      | 7  | 2  | 2  | 3  | 5  | 7  | 6   | -2 |                                        |
| 6    | VVA               | 5  | 0  | 2  | 3  | 2  | 8  | 2   | -6 | No participan en la próxima temporada. |
| 7    | Excelsior Haarlem | 3  | 1  | 0  | 2  | 5  | 13 | 2   | -8 | No participan en la próxima temporada. |

PJ = Partidos jugados; PG = Partidos ganados; PE = Partidos empatados; PP = Partidos perdidos; GF = Goles a favor; GC = Goles en contra; Pts = Puntos; DG = Diferencia de goles
|                                     |
| Campeón Koninklijke HFC 1.er título |